# Karl von Rohr
Hans Karl Alfred Friedrich von Rohr (* 16. Oktober 1965 in Essen) ist ein deutscher Bankmanager. Er war seit 2009 Vorstandsmitglied und von 2018 bis 2023 stellvertretender Vorstandsvorsitzender der Deutschen Bank AG.

## Leben
Karl von Rohr entstammte dem evangelischen, ursprünglich aus Bayern stammenden, später märkischen Adelsgeschlecht von Rohr. Er wurde als Sohn des Ministerialrats Hans Joachim von Rohr und dessen Frau Luise, geb. von Menges, in Essen geboren. Nach dem Abitur studierte von Rohr Rechtswissenschaften an der Rheinischen Friedrich-Wilhelms-Universität Bonn, wo er Mitglied des Corps Borussia wurde sowie an der Christian-Albrechts-Universität zu Kiel und der Universität Lausanne und an der Cornell University.
1997 kam er nach Abschluss seines Jurastudiums zur Deutschen Bank. Im Verlauf seiner Tätigkeit bei der Deutschen Bank hatte er verschiedene Leitungsfunktionen in Deutschland und Belgien inne. Bis 1999 war er in der Group Strategy aktiv und bis 2004 Chief Financial Officer, Chief Operating Officer und Member of the Management Board. Er war ab April 2008 Leiter Personal der Deutschen Bank in Deutschland und ab November 2009 Vorstandsmitglied der Deutsche Bank PGK AG und Member of the Management Board Deutsche Bank PGK AG. Von 2013 bis 2015 war er Global Chief Operating Officer, Regional Management. Am 1. November 2015 wurde er Arbeitsdirektor und Chief Administrative Officer der Deutschen Bank. Im Juli 2019 übernahm er im Vorstand die Verantwortung für das Privatkundengeschäft und das Asset Management. Seit April 2018 ist er stellvertretender Vorstandsvorsitzender der Deutschen Bank. Im April 2023 verkündete die Deutsche Bank, dass er den Aufsichtsrat über seinen Wunsch informiert habe, seinen Vorstandsvertrag nicht über das vorgesehene Ende am 31. Oktober 2023 hinaus zu verlängern.
Er ist zudem Mitglied im Aufsichtsrat der Barmenia, Beirat beim Fintech Raquest, Vorsitzender des Arbeitgeberverbands des privaten Bankengewerbes und durch Konzernmandate Aufsichtsratsvorsitzender der DB Privat- und Firmenkundenbank und der DWS Group.
Er ist Vorsitzender des Kuratoriums des Städel Museum und einfaches Kuratoriumsmitglied des Jüdischen Museum Frankfurt, der Alten Oper, der Jungen Deutschen Philharmonie, der Goethe Business School sowie Mitglied im Stiftungskuratorium der Johann-Wolfgang-Goethe-Universität Frankfurt. Er ist zudem Mitglied des Vorstands der Baden-Badener Unternehmer Gespräche.
Karl von Rohr ist seit 2017 Mitglied des Aufsichtsrates der ESMT Berlin.
Von Rohr ist verheiratet und hat vier Kinder. Er ist Mitglied bei Rotary. Als Mitglied des Johanniterordens ist er auch Mitglied des Kuratoriums
Johanniter-Zentrum für Kinder- und Jugendpsychiatrie in Neuwied.